# Втрати 14-го батальйону територіальної оборони «Прізрак»
У статті наведено подробиці втрат батальону «Прізрак»,  збройного формування 2-го армійського корпусу окупаційних військ РФ на Донбасі.

## Війна на сході України
| п/п | Прізвище, ім'я, по-батькові            | Звання/посада      | Місце смерті               | Дата народження | Дата смерті |
| --- | -------------------------------------- | ------------------ | -------------------------- | --------------- | ----------- |
| 1.  | Зінченко Дмитро Костянтович («Барсик») |                    | Закотне, Луганська область | 14.08.1985      | 19.06.2014  |
| 2.  | Довбета Володимир Іванович («Бетман»)  | 1 взвод, розвідник | Закотне, Луганська область | 11.05.1978      | 19.06.2014  |
| 3.  | Зайцев Олександр Володимирович         |                    |                            | 09.12.1967      | 08.07.2014  |
| 4.  | Кузнєцов Дмитро Сергійович («Коршун»)  |                    |                            | 24.09.1975      | 10.07.2014  |
| 5.  | Беседа Віктор Анатолійович             |                    | поблизу м. Лисичанськ      | 09.07.1976      | 19.07.2014  |
| 6.  | Вілісов Сергій Максимович              |                    | поблизу м. Лисичанськ      | 02.08.1955      | 19.07.2014  |
| 7.  | Драгонер Денис Володимирович           |                    | м. Попасна                 | 12.10.1976      | 19.07.2014  |
| 8.  | Лефтер Роман Володимирович             |                    |                            | 18.09.1979      | 19.07.2014  |
| 9.  | Сачек Денис Станіславович              |                    | Вовчоярівка                | 09.10.1992      | 19.07.2014  |
| 10. | Худін Ігор Олексійович ("Худий")       |                    | Спірне                     | 18.08.1976      | 19.07.2014  |
| 11. | Шамсутдинов Дмитро Сергійович          |                    | Вовчоярівка                | 16.04.1990      | 19.07.2014  |

## Вторгнення РФ в Україну (2022)
| п/п | Ім'я, звання, по-батькові          | Звання/посада                                      | Місце смерті                       | Дата народження | Дата смерті |
| --- | ---------------------------------- | -------------------------------------------------- | ---------------------------------- | --------------- | ----------- |
| 1.  | Грицак Дмитро Григорович («Гриня») |                                                    |                                    | 19.02.1982      | 01.03.2022  |
| 2.  | Онгаро Еді                         |                                                    | поблизу м. Авдіївка                | 06.02.1976      | 30.03.2022  |
| 3.  | Вільякайнен Петрі Юхана            |                                                    | Сєвєродонецьк                      | 16.06.1976      | ??.03.2022  |
| 4.  | Димитриєвич Стефан                 |                                                    | Луганська область                  | 09.09.1989      | 04.04.2022  |
| 5.  | Малько Юрій Олександрович          | сержант, командир відділення-взводу бойової машини | с. Оріхове (Сєвєродонецький район) | 11.03.1989      | 03.05.2022  |
| 6.  | Ніколаєв Григорій Трохимович       | капітан, командир мотострілецької роти             | поблизу м. Ізюм                    | 07.10.1986      | 01.09.2022  |
| 7.  | Богаченко Артур Юрійович           | майор командир батальйона                          | Кліщіївка                          |                 | 25.07.2023  |